# Sulakbahçe, Akyaka
Sulakbahçe là một xã thuộc huyện Akyaka, tỉnh Kars, Thổ Nhĩ Kỳ. Dân số thời điểm năm 2010 là 355 người.